# João Capela
João Capela, de son nom complet João Carlos dos Santos Capela, est un arbitre portugais de football né le 7 août 1974  à Lisbonne au (Portugal).
Il est arbitre depuis 1996. Il est promu dans le championnat portugais comme arbitre portugais de 1re catégorie lors de la saison 2005-2006.
Il fait partie de l'AF Lisbonne.

## Statistiques
mis à jour à la fin de la saison 2008-2009
- 21 matches de 1re division portugaise.
- 34 matches de 2e division portugaise.